# Растолц (Салаж)
Растолц (рум. Răstolț) насеље је у Румунији у округу Салаж у општини Бучуми. Oпштина се налази на надморској висини од 344 m.

## Становништво
Према подацима из 2002. године у насељу је живело 274 становника.

### Попис2002.
| Расподела становништва по националности 2002.‍ | Расподела становништва по националности 2002.‍ | Расподела становништва по националности 2002.‍ | Расподела становништва по националности 2002.‍ | Расподела становништва по националности 2002.‍ |
| --------------------------------------------- | --------------------------------------------- | --------------------------------------------- | --------------------------------------------- | --------------------------------------------- |
|                                               |                                               |                                               |                                               |                                               |
| Румуни                                        | Румуни                                        |                                               | 258                                           | 94,2%                                         |
| Роми                                          | Роми                                          |                                               | 16                                            | 5,8%                                          |